# 野口村 (和歌山県)
野口村（のぐちむら）は、和歌山県日高郡にあった村。現在の御坊市の東部、日高川の右岸、湯浅御坊道路・御坊インターチェンジおよび御坊南インターチェンジの周辺にあたる。

## 地理
- 山岳：見山
- 河川：日高川

## 歴史
- 1889年（明治22年）4月1日 - 町村制の施行により、野口村・熊野村・岩内村の区域をもって発足。
- 1954年（昭和29年）4月1日 - 御坊町・湯川村・藤田村・名田村・塩屋村と合併して御坊市が発足。同日野口村廃止。

## 交通

### 道路
現在は旧村域に湯浅御坊道路の御坊インターチェンジ・御坊南インターチェンジが所在するが、当時は未開通。